# Mirko Vlasnović
Mirko Vlasnović (Zemunik Gornji, 19. kolovoza 1932. – Rakovica kod Sarajeva, 17. ožujka 1973.), bio je hrvatski politički emigrant i revolucionar.
Bio je članom Hrvatskog revolucionarnog bratstva koji je bio u Bugojanskoj skupini.
Predao se je jugoslavenskim vlastima u rodnom selu Zemuniku Gornjem. Sudio mu je vojni sud u Sarajevu koji ga je osudio na smrt 21. srpnja 1972. godine. Smrtna kazna je izvršena strijeljanjem u Rakovici kod Sarajeva 17. ožujka 1973. godine.